# Mana Khemia: Alchemists of Al-Revis
Mana Khemia: Alchemists of Al-Revis (яп. マナケミア ～学園の錬金術士たち～ Мана Кэмиа ~Гакуэн но рэнкиндзюцуси-тати~, букв. Химия маны: Школа алхимиков) — японская ролевая игра, разработанная компанией Gust и выпущенная в Японии 21 июня 2007 года. Игра была издана компанией Nippon Ichi в Северной Америке 31 марта 2008 года, а ещё через год в Европе. Игра сделана в духе серии Atelier, где в основе геймплея лежит алхимия, хотя и во многом отличается от предыдущих игр. Позднее игру портировали на PSP с некоторыми дополнениями.

## Сюжет
Сюжет строится вокруг Вейна, сироты, не помнящего своего прошлого. Он лишь знает, что его отец Теофратус был великим талантливым алхимиком. Однажды к нему приходит преподаватель школы алхимиков и приглашает его на обучение. Вейн принимает приглашение и поступает в школу. Пока он проходит обучение, он успевает завести немало друзей, начиная от неугомонной девушки-кошки и заканчивая таинственным инопланетянином.
Во время выполнения учебных заданий Вейн проявляет необъяснимые способности. К нему присматривается одна из преподавателей школы — Изольда. И однажды она насылает на любимого кота Вейна Салфера магическую порчу. Однако Вейну необъяснимыми способом удаётся вылечить кота. Вскоре Изольда вызывает Вейна на встречу. Юноша приходит к ней с друзьями, и Изольда убивает одного из них. У Вейна вновь выходит призвать лечебную силу и оживить друга. Изольда объясняет, что Вейн был искусственно создан Теофратусом, и тот наделил его способностью исполнять любое своё желание. Изольда считает, что такое существо может подвергнуть мир огромной опасности, и поэтому она готова убить мальчика. Завязывается схватка, однако Изольда проигрывает бой, а Вейн, ошеломлённый таким откровением, погружается в отчаяние.
Через несколько дней на территории школы вырастает огромная пещера непонятного происхождения. Герои решают исследовать неизвестное образование. В глубинах пещеры они находят копию Вейна — его подсознание и источник его невероятных сил. Подсознание говорит, что Вейн хотел убить сам себя, дабы избавить мир от угрозы, исходящей от него самого. Однако он подумал, что в потустороннем мире будет скучно обитать одному, поэтому он создал эту пещеру, чтобы заманить сюда своих друзей и умереть вместе с ним. Вейн отрицает такое объяснение и решает уничтожить своё подсознание, а вместе с ним и проклятую способность исполнять желания. Партии удаётся это сделать, и хоть Вейн лишается магических сил, он легко оканчивает школу.
Примечательно, что если Вейн не завяжет тесных отношений с кем-нибудь из однокурсников, игрока ожидает «плохая» концовка, в которой Вейн погибает, потому что некому будет призвать его бороться против своего подсознания.

## Игровой процесс
Игра представляет собой симулятор жизни школьника. Персонажи посещают лекции и выполняют различные учебные задания, такие как: изготовить тот или иной предмет, собрать нужные ингредиенты, уничтожить определённого монстра и т. п.. Для выполнения заданий персонажей посылают в различные окрестные локации. В свободное от занятий время главный герой Вейн может встречаться с остальным персонажами и узнавать подробности их личной жизни. В зависимости от того, с кем Вейн проведёт больше времени, можно получить различные концовки. В конце каждого семестра происходит событие, которое продвигает сюжет и раскрывает детали прошлого самого Вэйна.
Выполняя задания, персонажам приходится исследовать леса, горы, подземелья в окрестностях школы. В этих местах бродят звери, демоны, ведьмы и прочая недружелюбная живность, и игрок может вступить с ними в бой, если коснётся иконки противника. Можно также ударить по иконке монстра мечом и получить преимущество в начале битвы. Бои в Mana Khemia пошаговые, очерёдность ходов отображена в верхней части экрана в виде ряда карт. Все участники битвы могут использовать умения и колдовать заклинания, непосредственно когда придёт их очередь хода, а также выставлять карты умений в цепочку карт: такие навыки активируются позже. Некоторые персонажи могут манипулировать картами: пододвигать карты хода союзников, отбрасывать карты хода оппонентов, уничтожать вражеские карты заклинаний и т. п. В битве участвуют до шести персонажей, трое персонажей стоят в авангарде, их карты хода перемещаются в общей цепочке, и их непосредственно атакуют противники. Ещё трое находятся в запасе. Персонажей из запаса можно вызвать во время хода одного из героев, во время его атаки или во время нападения на него врага. Пришедший из запаса подменяет активного героя, который уходит в арьергард, где восстанавливает силы и ману; через определённое количество ходов, он может быть вызван обратно на поле боя.
Главной особенностью игры является алхимия. Здесь это наука, изучающая возможности создания более сложных вещи, используя простые составляющие. Обследуя боевые локации и побеждая боссов, игрок находит рецепты, с помощью которых можно создать из природных веществ (руды, древесины, растений и т.п) более сложные предметы, а затем с их помощью улучшать оружие и комплекты брони, варить более эффективные лечебные зелья, создавать более разрушительные бомбы.
В отличие от большинства остальных JRPG, для развития персонажей отсутствует система накопления опыт и повышения уровней. В Mana Khemia представлена так называемая «книга роста». Она представляет собой сетку из соединённых между собой ячеек, которые можно поочерёдно активировать, расходуя определённое кол-во очков AP, зарабатываемых за победу в битвах. С активацией новых ячеек герой повышает характеристики или выучивает новые навыки и пассивные способности. Нечто подобное было в Final Fantasy X, однако здесь ячейки нужно ещё открывать, создавая с помощью алхимии новые предметы и экземпляры оружия и брони.

## Музыкальное сопровождение
Музыка для игры была сочинена штатными композиторами Gust Кэном Накагавой и Дайсукэ Ативой. 30 марта 2007 в Японии было выпущено двух-дисковое собрание всех композиций игры. Для игры было записано несколько вокальных треков.
Песня во вступительном ролике
- Run For Your Life (рус. Беги что есть сил!), исполненная Харукой Симоцуки

Песни, играющие на протяжении игры
- 夢の未来へ~合唱版~ (Юмэ но мирай э ~Гассё: бан~, К осуществлению мечты! (хоровая версия)), записанная сотрудниками Gust
- シリウス (Сириус), исполненная японской поп-певицей Marie
- ねぇ (Нэ:, Эй!), исполненная Marie
- STIGMATA (Стигмата), исполненная Норико Митосэ

Песня в титрах
- TOGGLE (Переключатель), исполненная Юки Мидзусавой

## Mana Khemia: Student Alliance
25 сентября 2008 года в Японии вышел порт игры на PSP под названием Mana-Khemia Gakuen no Renkinjutsushi-tachi Plus. 10 марта 2009 игра была локализована в Северной Америке, и название было изменено на Mana Khemia: Student Alliance. Главным дополнением стала возможность играть в кооперативе с другим игроком, вместе проходить задания и получать новые предметы и рецепты, которых не было в оригинале на PS2. Претензии критиков по поводу подтормаживания игры были устранены, но для этого необходимо предустановить игру на карточку PSP.

## Отзывы и критика
| Сводный рейтинг | Сводный рейтинг | Сводный рейтинг |
| Издание         | Оценка          | Оценка          |
| Издание         | PS2             | PSP             |
| --------------- | --------------- | --------------- |
| GameRankings    | 71,18 %         | 42,78 %         |

Игра была встречена довольно прохладно. За первые семь недель в Японии было продано всего 40 000 копий игры. На сайтах-агрегаторах GameRankings и Metacritic были выставлены оценки 71,18 % и 69/100 соответственно. В целом критики положительно оценили боевую систему и алхимический синтез, но к остальным аспектам игры предъявили серьёзные претензии. Рецензент 1UP охарактеризовал игру как «Гарри Поттера в стиле аниме», он также с сожалением отметил, что игра с таким ярким геймплеем имеет слишком банальный сюжет, шаблонных персонажей и устаревшую графику. Обозреватель IGN пожаловался на очень низкую сложность игры и периодические «подвисания», в заключение добавив, что в игре есть хорошие идеи, но они загублены слабой реализацией. Однако же журналист из Gamespot, напротив, похвалил игру за лёгкость восприятия и обилие юмора, хотя и был недоволен звуковым сопровождением и качеством озвучивания.